# Osanai Kaoru

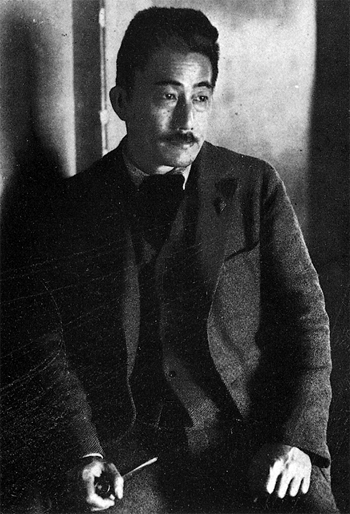
Osanai Kaoru

Osanai Kaoru (japanisch 小山内 薫; * 26. Juli 1881 in Hiroshima, Präfektur Hiroshima; † 25. Dezember 1928) war ein japanischer Dramatiker, Übersetzer und Theaterdirektor.

## Leben
Osanai studierte englische Literatur an der Universität Tokio. 1906 gründete er mit den Autoren Tayama Katai und Shimazaki Tōson eine Ibsen-Gesellschaft zum Studium der Werke des norwegischen Dramatikers. Mit dem Kabuki-Schauspieler Ichikawa Sadanji II. gründete er 1907 das Freie Theater (Jiyū Gekijō),
dessen erste Aufführung, Ibsens Drama John Gabriel Borkman, 1909 stattfand.
Er unternahm in diesem ersten Theater noch den Versuch, moderne Stücke mit klassischen Kabuki-Schauspielern aufzuführen. Nach einer Studienreise 1912 bis 1913 durch Europa brach er bei seiner zweiten Theatergründung, dem Tsukiji Little Theater (mit Hijikata Yoshi), an dem er zunächst westliche Dramen in japanischer Übersetzung aufführte, ganz mit dem traditionellen japanischen Theater und zeigte sich von Edward Gordon Craig, Konstantin Stanislawski und William Archer beeinflusst.
1925 leitete Osanai die Aufführung des ersten japanischen Hörspiels. Neben Stücken westlicher Autoren führte er Stücke zeitgenössischer japanischer Dramatiker wie Mori Ōgai, Tsubouchi Shōyō und Kubota Mantarō auf. Selbst verfasste er mehr als dreißig Stücke, darunter viele Adaptionen von Stücken westlicher Autoren wie Harold Chapin und Maxim Gorki. Herausragend war Dai'ichi no Sekai (Die erste Welt), das 1921 am Kaiserlichen Theater uraufgeführt und mit Gerhart Hauptmanns Einsame Menschen verglichen wurde.